# 페르시아의 왕자: 시간의 모래 (영화)
《페르시아의 왕자: 시간의 모래》(Prince of Persia: The Sands of Time)는 2010년 미국에서 제리 브룩하이머가 제작한 판타지 모험 영화이다. 유비소프트 사의 인기 비디오 게임《페르시아의 왕자》시리즈를 기반으로 줄거리와 주요 설정을 영화로 옮겼다.

## 줄거리
고대 페르시아 제국. 용감하고 지혜로운 사라만 왕은 페르시아 일대를 호령하는 용감무쌍한 군주이다. 어느 날 시장 통에서 용감한 고아 다스탄을 거둬들여 친아들같이 키운다. 다스탄은 부왕을 닮아 용감무쌍한 두 왕자와 함께 용감하고 멋있게 자란다.
13년 뒤, 이들은 숙부 나짐(벤 킹즐리 분)과 함께 이웃나라를 침공한다. 그 나라엔 비밀 병기가 숨겨져 있다는 정보를 입수하였기 때문. 사라만 왕가의 명예와 페르시아의 평화를 위해 세 왕자는 나짐과 함께 용맹하게 아름다운 왕궁으로 돌진하고, 용맹무쌍한 다스탄이 제일 먼저 왕궁을 접수한다. 다스탄은 전리품으로 단검 하나를 하사받고 그 나라의 공주 타미나(제마 아터턴 분)까지 얻는다. 그런데 축하하러 온 사라만 왕이 독살되고 다스탄은 누명을 쓰고 도망자 신세가 된다. 다스탄과 함께 도망길에 나선 타미나 공주. 타미나 공주가 숨기고 싶어했던 비밀은 바로 그 단검에 있었다. 단검에는 시간을 돌릴 수 있는 마법의 모래가 들어있다. 다스탄과 타미나 공주는 단검을 손에 넣기 위해 다가오는 암살단을 물리치고 자신의 무죄를 보여 주어야 한다.

## 출연진
- 제이크 질런홀 다스탄 왕자 역
- 제마 아터턴 타미나 공주 역
- 벤 킹즐리 니잠 역
- 리처드 코일 터스 왕자 역

## 같이 보기
- 비디오 게임을 원작으로 한 영화 목록
- 시간 여행